# Der Esperantist
Der Esperantist (немецкое произношение: [deːɐ ˈʃperantist]; эсперантист) — официальный информационный бюллетень эсперанто-движения в Восточной Германии с 1965 по 1990 год.
После организации эсперанто-движения в бывшей Восточной Германии под эгидой квазигосударственного Культурного союза, новый «Центральный рабочий кружок друзей эсперанто» (эсп. Centra Laborrondo de Esperanto-Amikoj) начал издавать двуязычный Der Esperantist в формате А5.
С годами количество материалов на эсперанто увеличивалось, а количество статей на немецком языке уменьшалось. Информационный бюллетень редактировался комитетом, главными редакторами были Ойген Менгер (с первого номера в 1965 году по 42 номер в 1970 году) и Детлев Бланке (с 43 номера в 1970 году по 164 номер в 1990 году). Включая специальный выпуск на немецком языке, посвящённый столетию эсперанто в 1987 году, было опубликовано 165 номеров (многие из которых были двойными и выходили сразу за два месяца) общим объёмом в 3728 страниц. В 163 номере Der Esperantist (1990) был опубликован совокупный указатель статей.
Тираж обычно составлял от 4000 до 5000 экземпляров, половина из которых отправлялась по почте подписчикам из Восточной Германии. Остальные экземпляры отправлялись в другие страны, в которых не было местных изданий на эсперанто, а также в Советский Союз, где проживало несколько читателей бюллетеня. Несколько экземпляров также обменивались на публикации на эсперанто из других стран. Типографское качество бюллетеня было довольно скромным, публикации часто задерживались, но сейчас экземпляры Der Esperantist стали важным артефактом для историографии эсперанто-ассоциации ГДР GDREA, опубликованные статьи бюллетеня были подробно проиндексированы в двух небольших томах:
1. Linde Knöschke und Ino Kolbe. der esperantist 1 (1965) - 164 (1990). Register. Teil I (нем.) / Detlev Blanke (Red.). — Berlin: Gesellschaft für Interlinguistik e. V. (GIL), 1997. — 120 S.
2. Ino Kolbe. der esperantist 1 (1965) - 164 (1990). Register Teil II (нем.) / Detlev Blanke (Red.). — Berlin: Arbeitsgruppe Geschichte des Esperanto-Verbandes der DDR, Berlin, 1998. — 120 S.

Эссе Торстена Бендиаса El la vivo de GDR: der esperantist (1965—1990) о бюллетене Der Esperantist можно также найти в книге Simone Barck, Martina Langermann und Siegfried Lokatis. Zwischen 'Mosaik' und 'Einheit': Zeitschriften in der DDR (нем.). — Berlin: Ch. Links Verlag, 1999. — S. 202—213.